# Fabio Fanuli

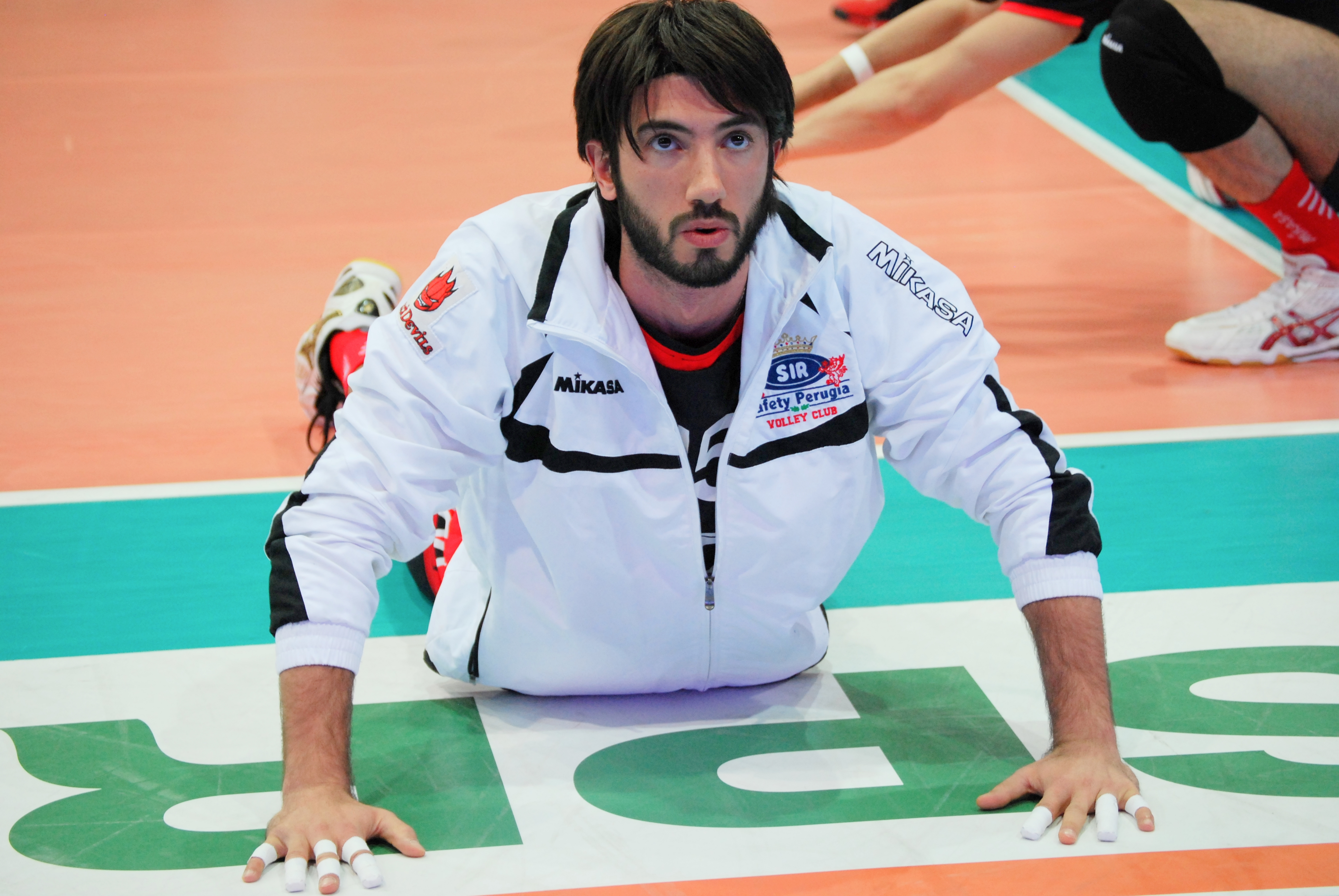
Fabio Fanuli podczas rozgrzewki w sezonie 2013/2014 w drużynie Sir Safety Perugia

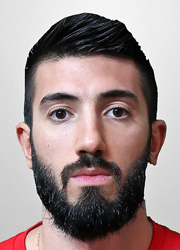
Fabio Fanuli w 2018 roku

Fabio Fanuli (ur. 10 lutego 1985 w Grottaglie) – włoski siatkarz, grający na pozycji libero. 

## Linki zewnętrzne

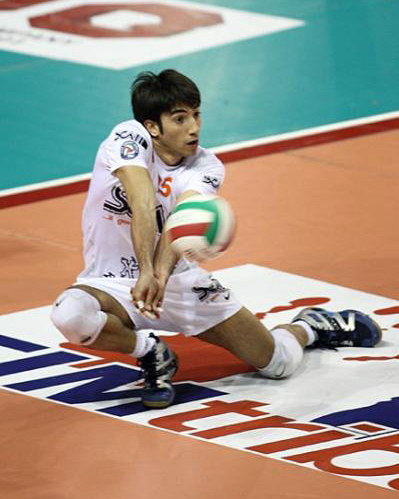
Fabio Fanuli podczas meczu w drużynie RPA-Luigibacchi.It Perugia

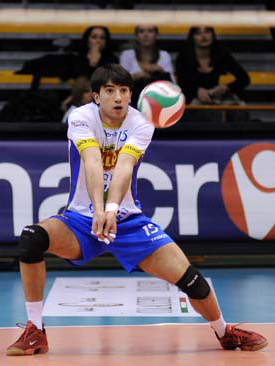
Fabio Fanuli Tonno Callipo Vibo Valentia 2011 rok

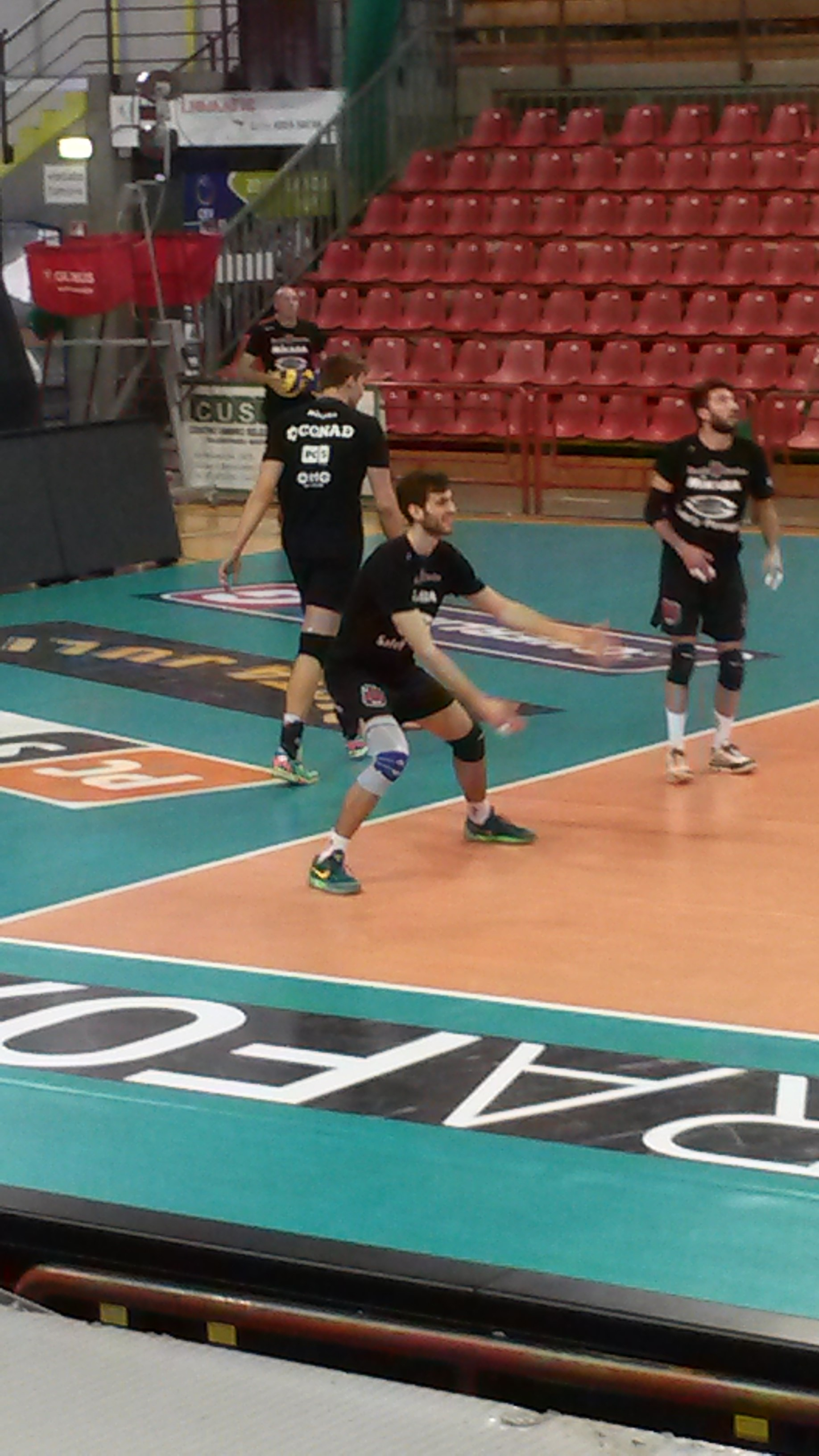
Fabio Fanuli i Aaron Russell podczas treningu Sir Safety Perugia w sezonie 2015/2016

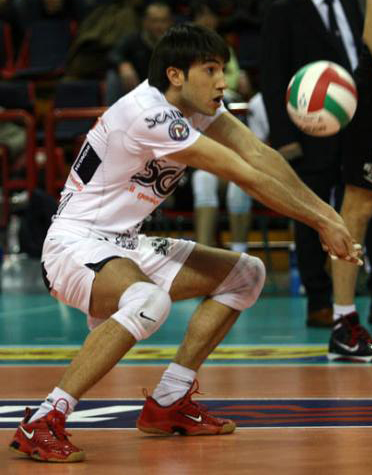
Fabio Fanuli podczas meczu w drużynie RPA-Luigibacchi.It Perugia

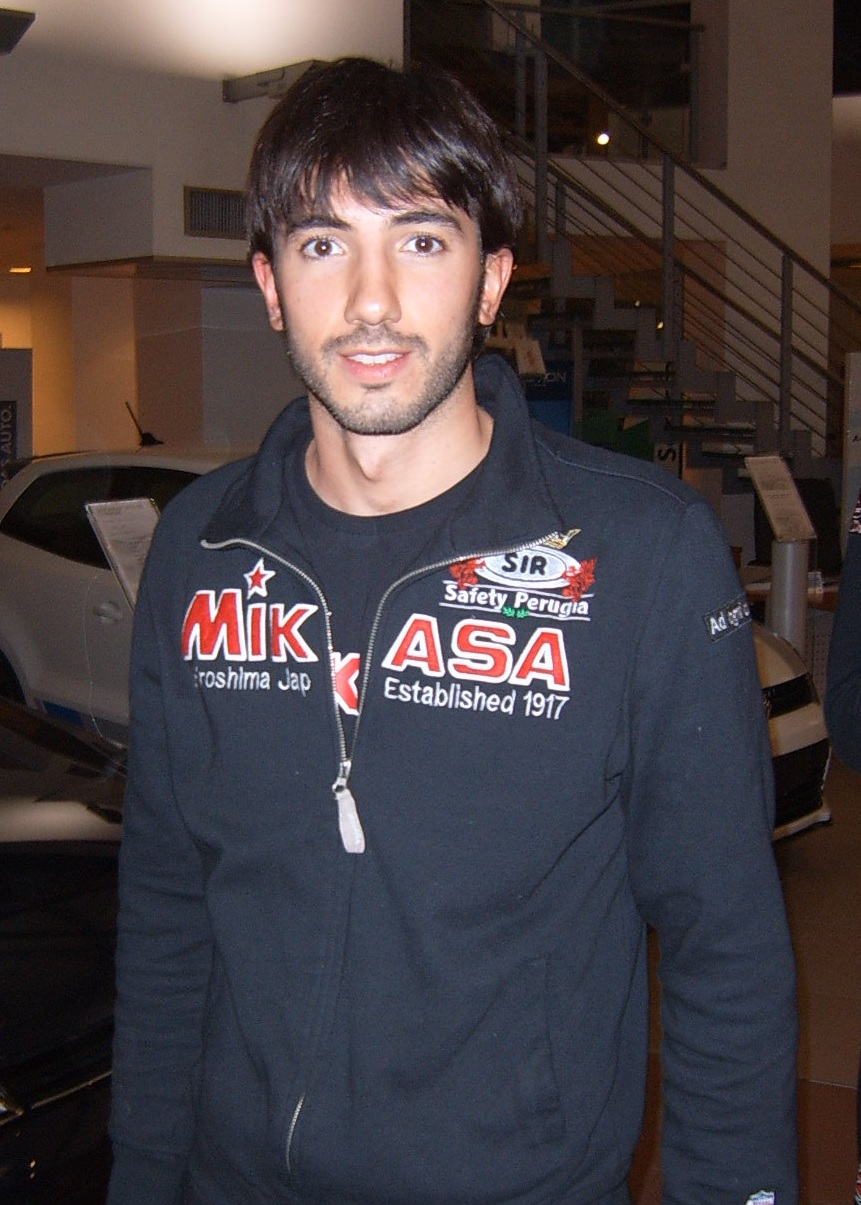
Fabio Fanuli Sir Safety Perugia 2013-2014

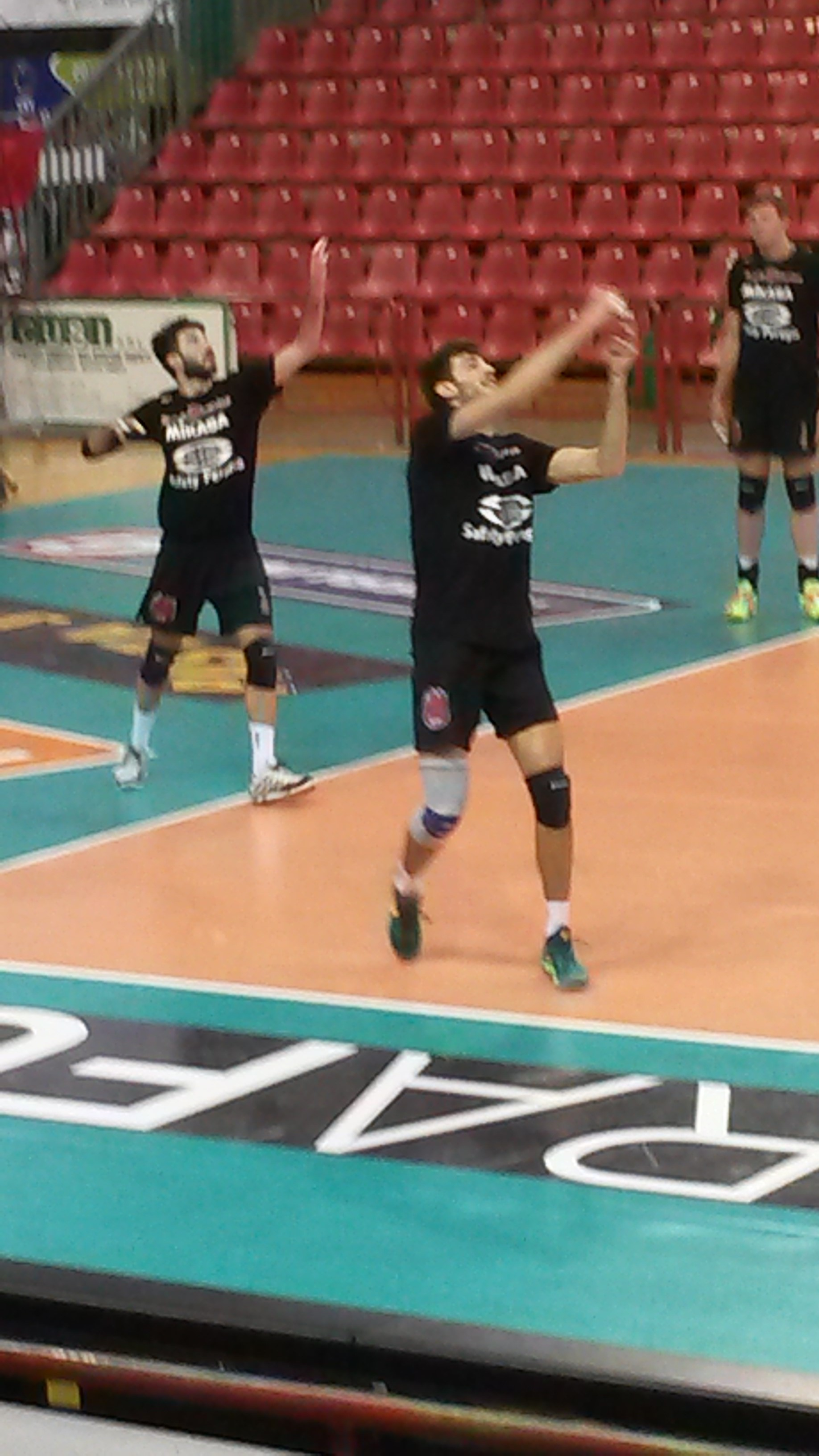
Fabio Fanuli i Aaron Russell podczas treningu Sir Safety Perugia w sezonie 2015/2016

## Sukcesy klubowe
Puchar Challenge:
- 2010

Wicemistrzostwo Włoch:
- 2014, 2016